# Ferracha
Ferracha est un petit village algérien de la commune Teniet En Nasr, wilaya de Bordj Bou Arreridj.

## Localisation
Il est situé à 12 km de Teniet En Nasr-Centre et à la frontière de Bejaia, entre Aoulade Rched, Bouni et Aoulad Meni.